# Glena lora
Glena lora là một loài bướm đêm trong họ Geometridae.